# Museo archeologico virtuale di Narce
Il Museo Archeologico Virtuale di Narce - MAVNA è un museo archeologico dedicato all'antica città di Narce, all'archeologia dei Falisci e al territorio della Valle del Treja.
Il MAVNA ha sede nel Centro Culturale "Salvo D'Acquisto" a Mazzano Romano ed è stato fondato nel settembre 2012.

## Scopi
Gli scopi primari del MAVNA sono quelli di custodire, valorizzare e promuovere la conoscenza del patrimonio archeologico e storico del territorio dell’antica città falisca di Narce e il territorio della Valle del Treja, nei comuni di Mazzano Romano e Calcata, al fine di preservare la memoria, contrastare la piaga degli scavi illeciti (eseguiti dai cosiddetti tombaroli), favorire la conoscenza critica del passato e sostenere lo sviluppo culturale e sociale.
Il museo è nato con un forte connotato civico e contribuisce a formare le nuove generazioni al rispetto e alla tutela del patrimonio culturale e archeologico. Esso si propone come centro informativo territoriale dedicato alla cultura falisca, in sinergia con il Parco Regionale Valle del Treja e la competente Soprintendenza.
Il MAVNA dispone di una piccola collezione archeologica ma grazie ad accordi con diverse istituzioni museali ospita ricostruzioni virtuali e filmati di reperti archeologici. In tal modo si favorisce il "ritorno virtuale" del patrimonio archeologico del sito di Narce attualmente disperso tra diversi musei europei e internazionali. Tra i musei italiani con reperti archeologici provenienti da Narce si ricordano il Museo Nazionale Etrusco di Villa Giulia a Roma, il Museo Archeologico Nazionale dell'Agro falisco al Forte Sangallo di Civita Castellana, il Museo Nazionale Preistorico Etnografico Luigi Pigorini a Roma, il Museo delle Antichità Etrusche e Italiche - Sapienza Universitá di Roma, il Museo Archeologico Nazionale di Firenze; nel resto del mondo invece reperti da Narce si trovano al Penn Museum di Philadelphia, al Chicago Field Museum, al National Museum of Natural History dello Smithsonian Institute a Washington DC, al British Museum di Londra, al Museo del Louvre di Parigi, al Museo Nazionale Danese a Copenhagen.
Dal 2014 il MAVNA è accreditato nell’Organizzazione Museale Regionale (OMR Lazio), mentre dal 2017 è membro fondatore del Sistema Museale MANEAT - Musei di Arte, Natura, Etnografia e Archeologia.

## Collezioni

### Sezione geologica
Questa sezione del museo espone campioni geologici e apparati illustrativi che esemplificano la storia geologica e la fase di formazione del territorio della valle del Treja (Paleotevere). Sono esposti esempi di rocce (argille, conglomerati, sabbie, tufi e piroclastiti) che si datano tra il Pliocene Medio e il tardo Pleistocene.

### Sezione archeologica

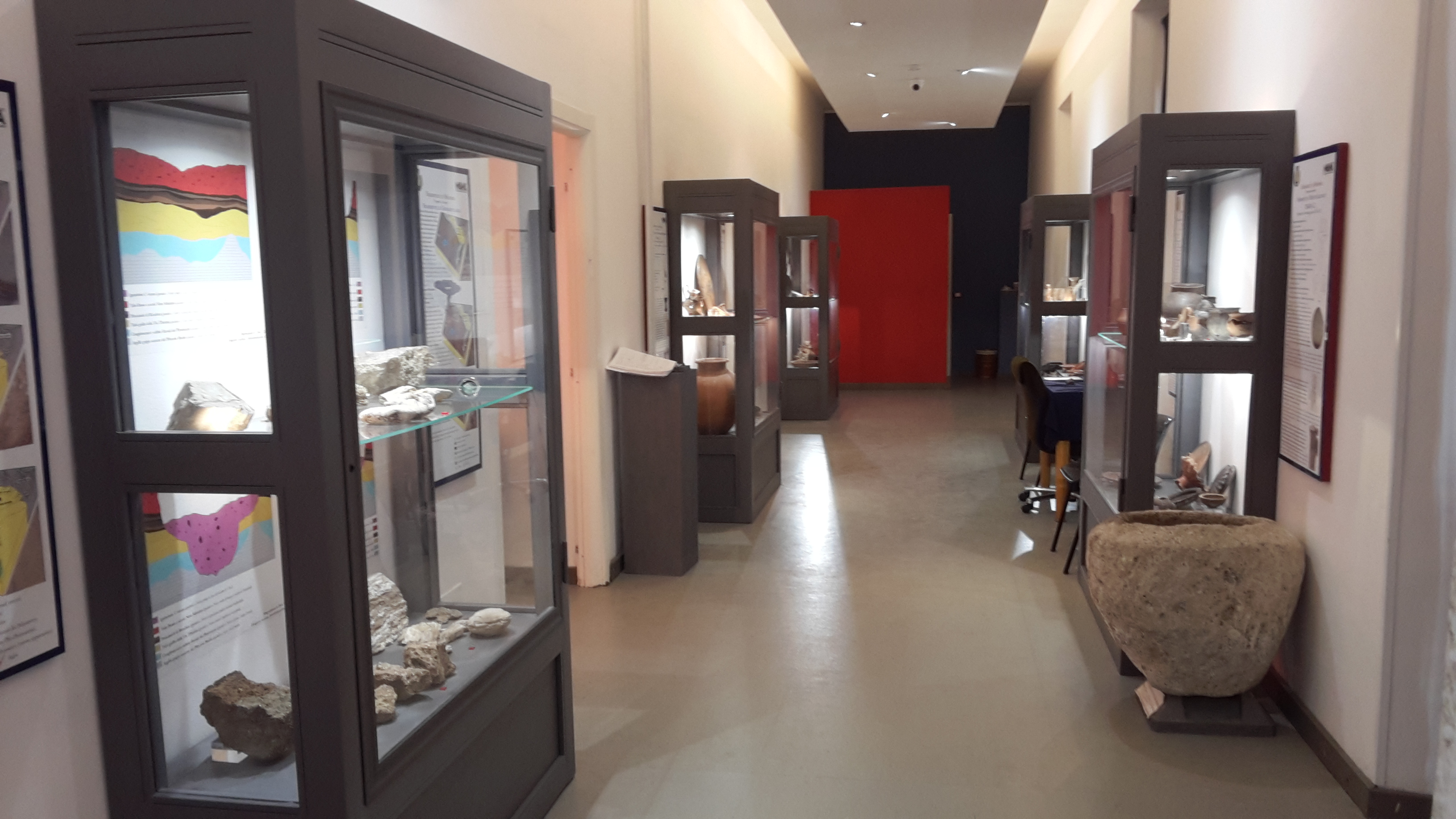
Interno del MAVNA

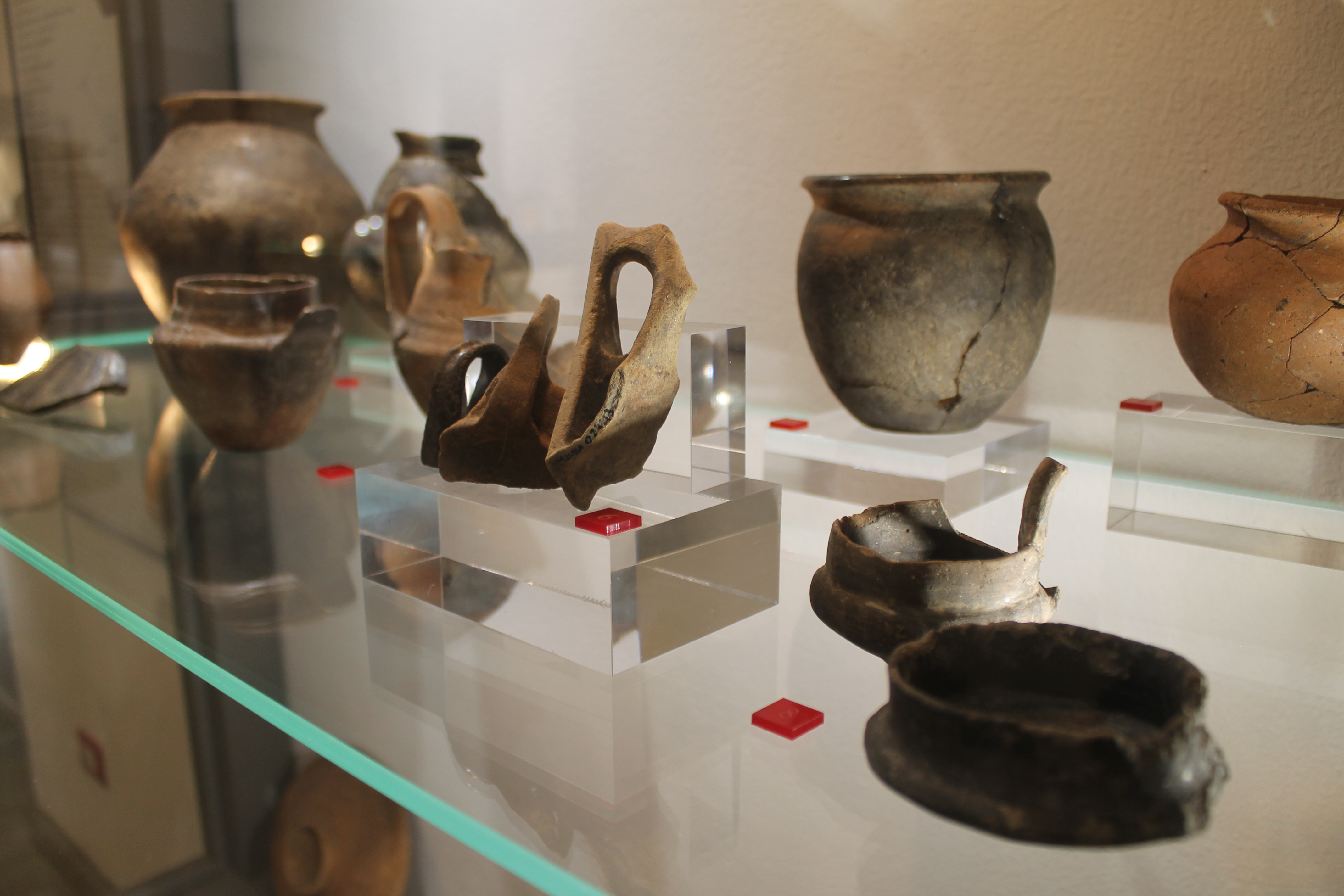
Alcuni reperti esposti al MAVNA

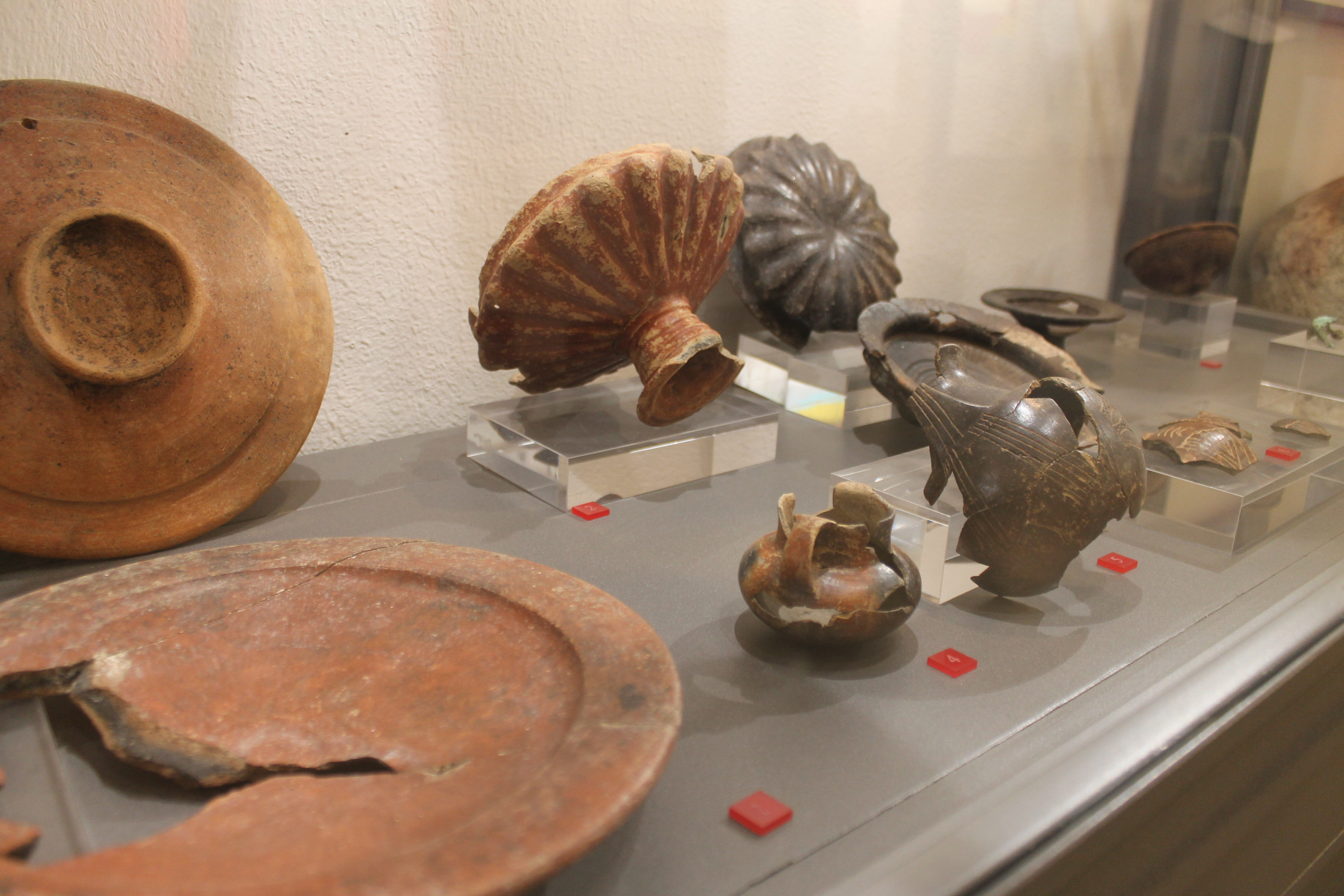
Alcuni reperti esposti al MAVNA

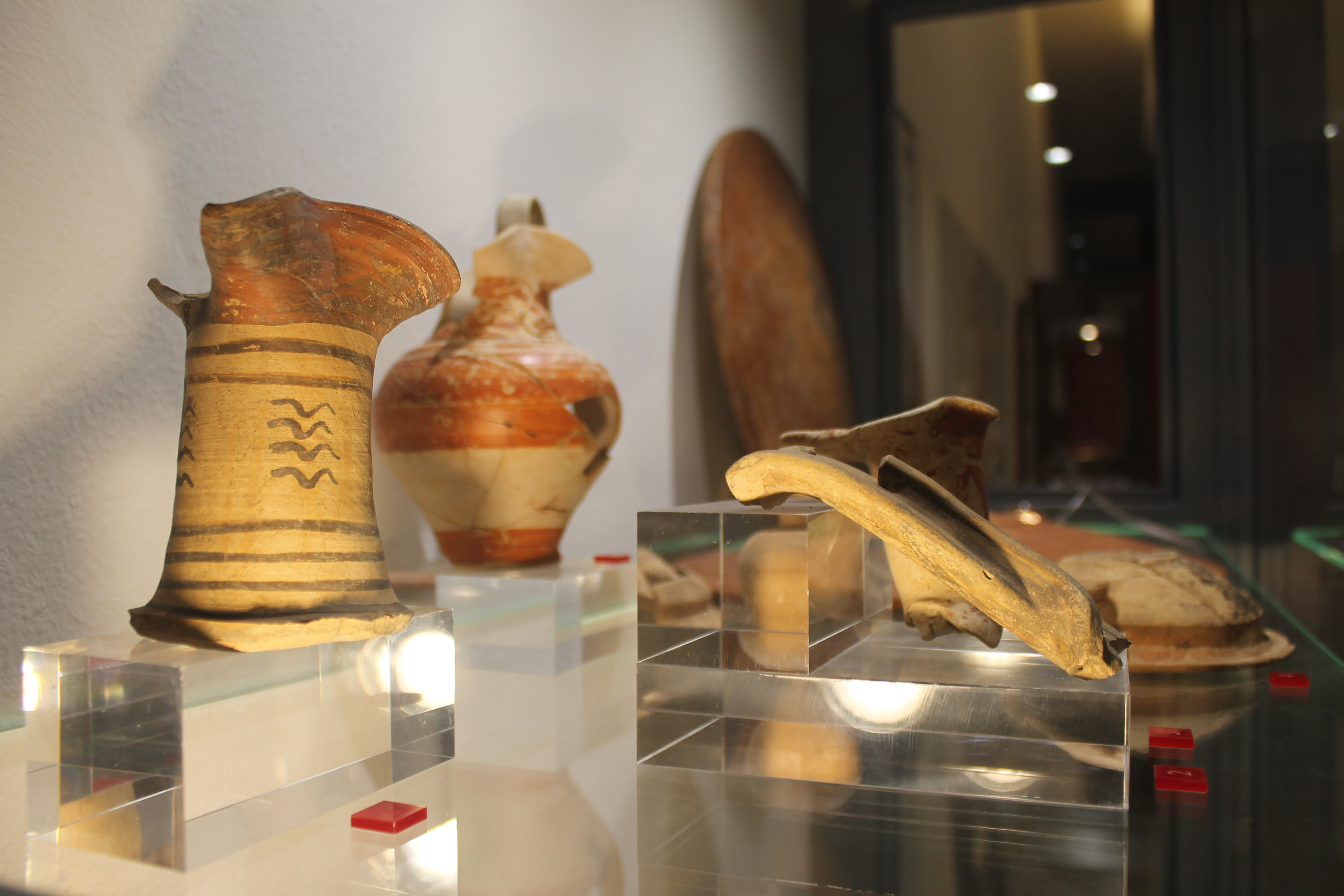
Alcuni reperti esposti al MAVNA

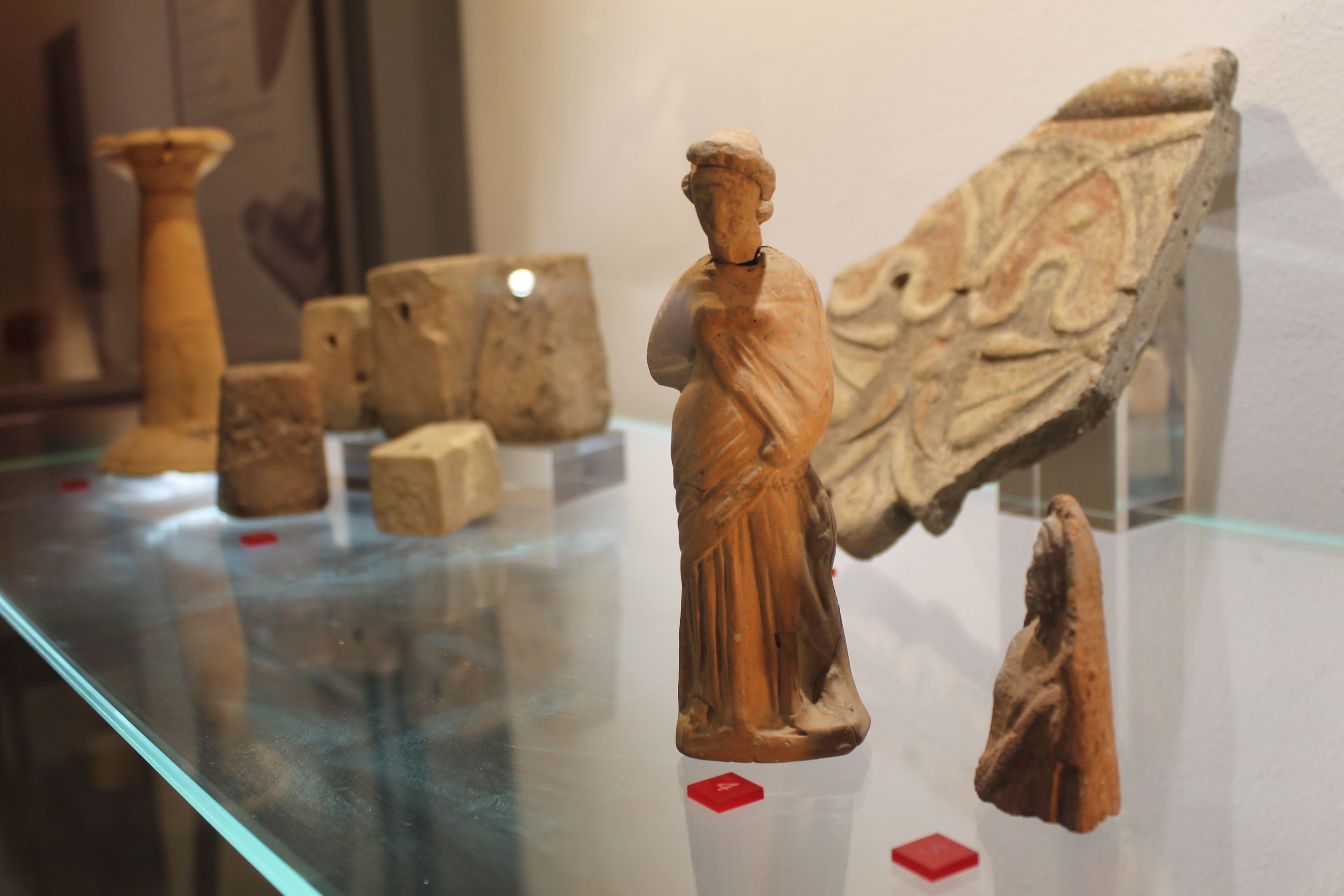
Alcuni reperti esposti al MAVNA

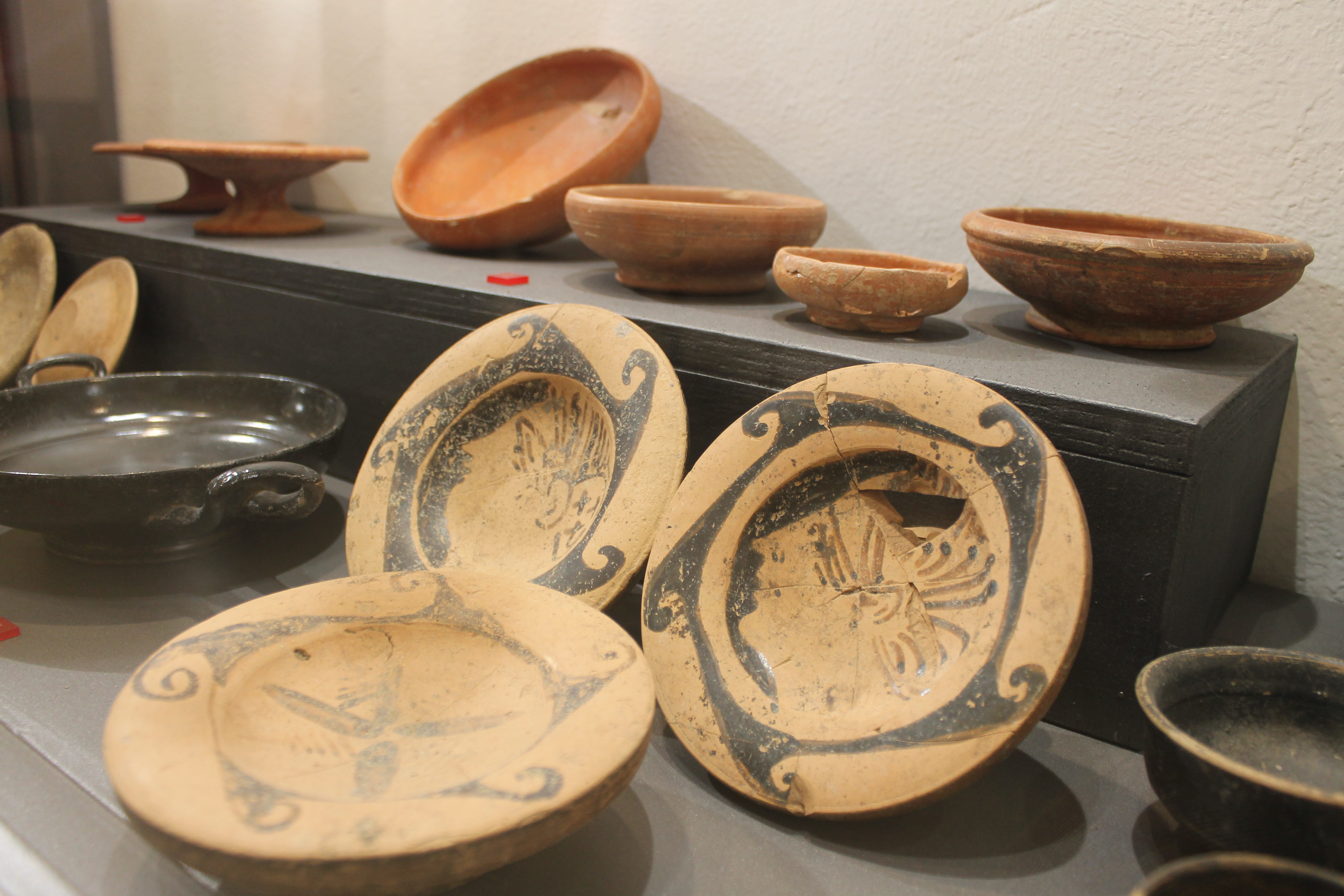
Alcuni reperti esposti al MAVNA

Questa sezione del museo espone i materiali archeologici provenienti dal territorio di Narce, ma privi di provenienza certa, databili tra l'età del ferro (X secolo a.C.) e la conquista romana del territorio (III secolo a.C.). I reperti illustrano l'evoluzione dell'artigianato falisco e oggetti di produzione etrusca che provengono dalle tombe e dall'abitato, dando una buona rappresentazione anche dei diversi riti funerari che si sono susseguiti nel corso del tempo, dalle tombe ad incenerazione entro pozzetto alle tombe a camera. è presente anche una custodia in tufo di una ricca tomba ad incinerazione.
Assieme ai materiali sono esposti pannelli illustrativi che integrano le informazioni con spiegazioni e immagini. Inoltre sono presenti alcune riproduzioni di carte topografiche del territorio e la prima carta archeologica realizzata nel 1894 da Adolfo Cozza e Angiolo Pasqui.

### Sezione dedicata agli scavi clandestini
Questa sezione del museo è dedicata a spiegare il fenomeno degli scavi clandestini, l'economia legata al traffico illecito di beni archeologici e il riuso improprio di oggetti antichi.
Scavi illeciti sono stati eseguiti nel territorio di Narce a partire dal Novecento e fino ai giorni d'oggi. Tali scavi hanno interessato soprattutto le necropoli di epoca falisca e i santuari.
Sono qui esposti reperti antichi malamente restaurati dai tombaroli, oggetti riusati (ad esempio un vaso antico che è stato murato in una facciata) e falsi destinati al mercato antiquario. Sono inoltre presenti alcuni strumenti utilizzati dagli scavatori di frodo per individuare e scavare le tombe falische.

### Mostre temporanee
Il museo ha una sala dedicata alle mostre temporanee. Tali mostre, a tema archeologico, storico o artistico, ampliano e diversificano l’offerta museale, mantenendo alto l’interesse verso il museo.

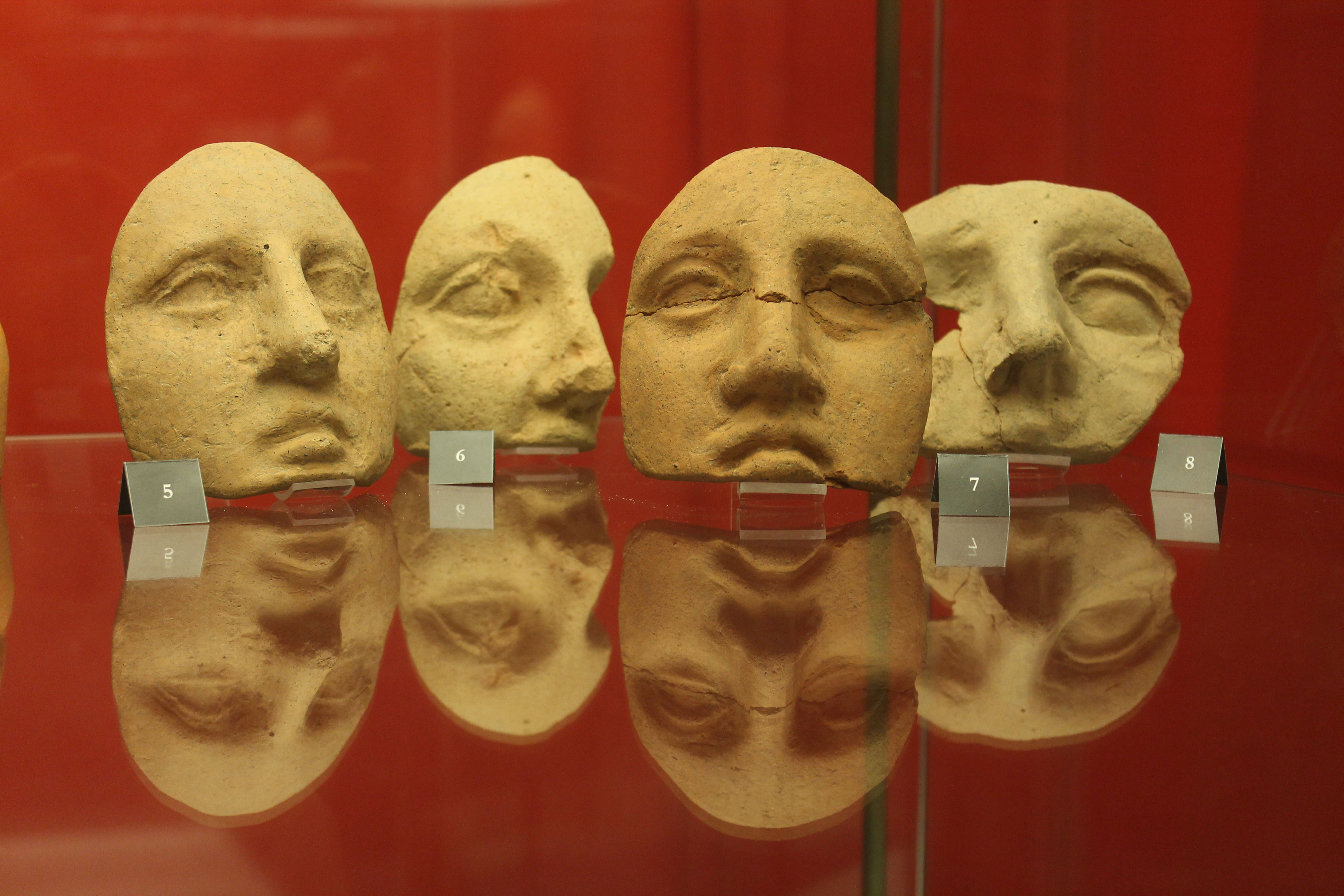
Votivi dal santuario di Monte Li Santi - Le Rote.

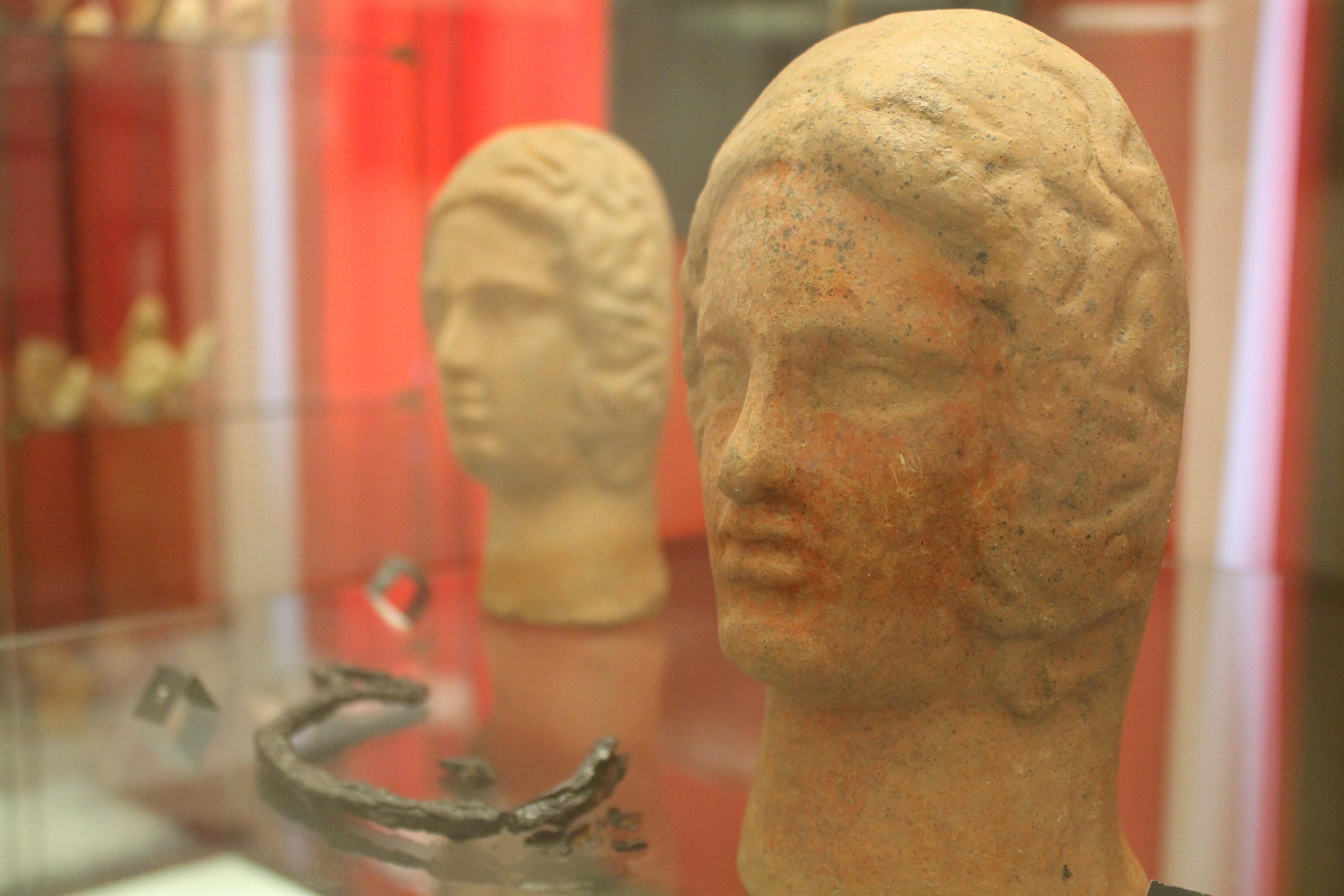
Votivi dal santuario di Monte Li Santi - Le Rote.

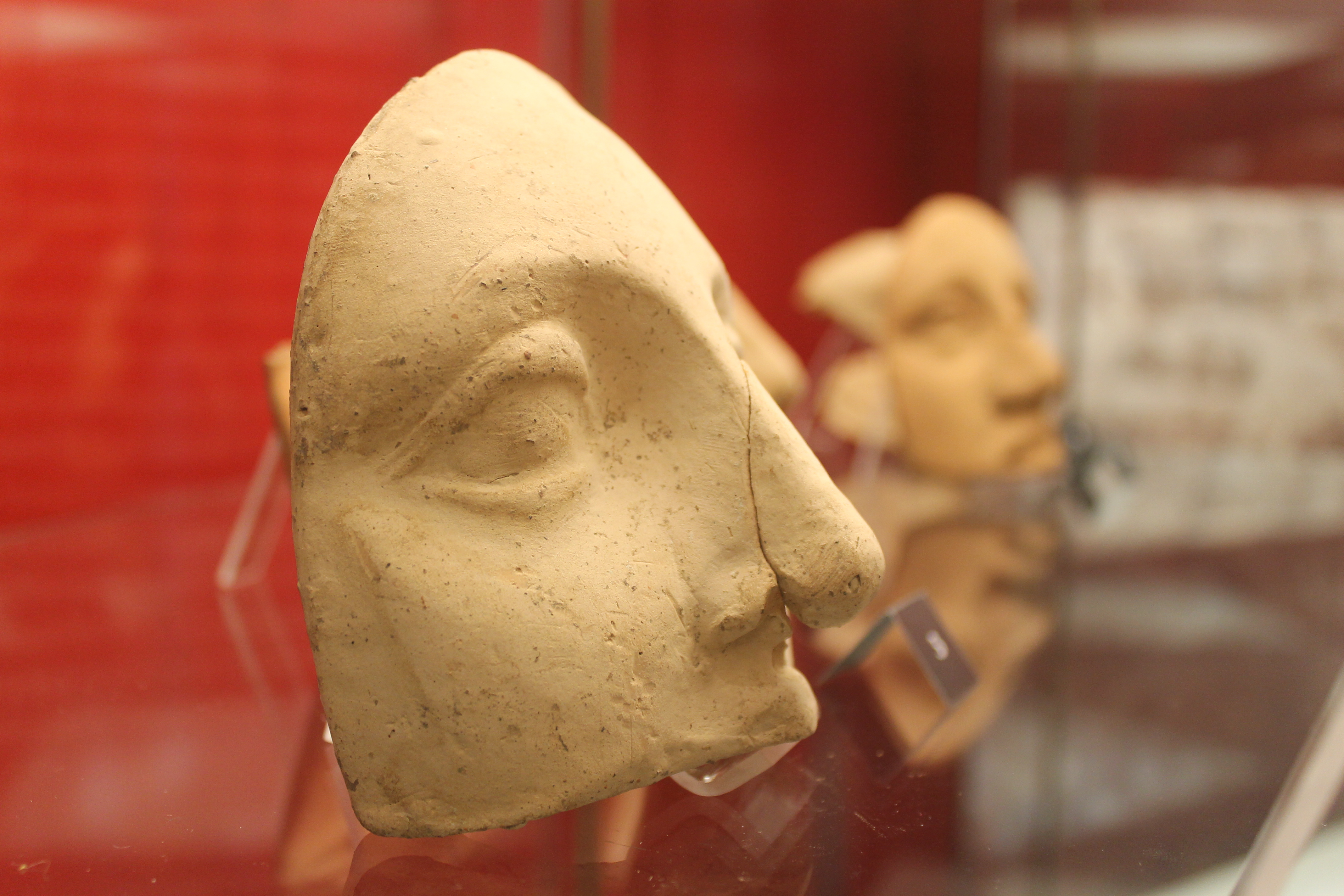
Votivi dal santuario di Monte Li Santi - Le Rote.

L'allestimento attuale è dedicato ad una mostra intitolata I tempi del rito, in cui è esposta una selezione di ritrovamenti effettuati durante gli scavi del 2014 nel santuario di Monte Li Santi Le Rote. Tra questi in particolare le note maschere votive offerte alle divinitá del santuario. 
In passato sono state organizzate varie mostre, tra cui:
- 22-23 febbraio 2020 - Creation. Mostra di Arte Contemporanea Itinerante. Doppia personale: Maschere per Rituali Moderni di Marta Pisani e Macrocosmo e Microcosmo di Jessica Pintaldi.
- giugno-agosto 2019 - 1915-1918 Storie dalla Prima Guerra Mondiale
- settembre 2013 - Le principesse di Narce nel mondo: bambine, spose e madri tra VIII e VII secolo a.C.

## Servizi
Il MAVNA è aperto tutto l’anno ed è dotato di Regolamento e di Carta della Qualità dei Servizi.
I contenuti informativi del museo, così come le indicazioni dei servizi essenziali, sono offerti in lingua italiana e inglese.
Il museo ha una sezione didattica, un archivio storico (consultabile previa richiesta), un archivio fotografico (consultabile previa richiesta), un laboratorio di restauro, un accesso per i disabili e spazi per esposizioni temporanee. Il museo inoltre condivide con la Biblioteca Comunale la sala conferenze e l'archivio librario del Centro di Documentazione.